# Solidaritet (blad)
 For alternative betydninger, se Solidaritet. (Se også artikler, som begynder med Solidaritet)
Solidaritet er et dansk bogforlag og politisk tidsskrift, med undertitlen "Venstresocialistisk tidsskrift for analyse & debat". Det er fra 1996 til 2013 blevet udgivet af partiet Venstresocialisterne (VS). Solidaritet er et teoretisk tidsskrift og udkommer ca. 4 gange årligt. Første nummer i dette format kom i 1996, men fortsatte årgangstælling fra VS' medlemsavis med samme titel. På den måde daterer bladet sig tilbage fra 1967.
I 2000 tog man folk med i redaktionen, som ikke var tilknyttet VS, og i 2013 nedlagde partiet VS sig selv efter i en årrække at have fungeret som forening snarere end som parti. Herefter udgives bladet af en persongruppe uden fælles organisatorisk udgangspunkt, men med en fælles opfattelse af, at det er vigtigt at udgive venstresocialistiske samfundsanalyser.
I 2012 begyndte Solidaritet desuden at udgive bøger, først og fremmest bøger med marxistisk samfundsteori og politisk historie, men fra og med 2013 også skønlitteratur.
Solidaritet var også navnet på den syndikalistiske organisation Fagoppositionens Sammenslutnings blad fra 1911 til 1921; I en periode udkom dette tidsskrift som dagblad. Det er dog ikke tale om det samme tidsskrift som det nuværende, og de repræsenterer heller ikke helt den samme tendens på venstrefløjen, idet det 'gamle' Solidaritet var anarkosyndikalistisk, mens det nuværende er venstresocialistisk, hvilket de selv definerer sådan her: "Den venstresocialistiske tendens har været kendetegnet af en udogmatisk og kritisk tilgang til marxismen og til alle, der med rette kan siges at have bidraget til dens udvikling: Marx, Engels, Lenin, Trotskij og Rosa Luxemburg, for at nævne nogle centrale historiske personer." (citeret fra hjemmesiden).

Solidaritet lukkede tidsskriftet i 2019, hvorefter bladet overgik til at udkomme som onlinemediet Solidaritet. 